# Český svaz včelařů
Český svaz včelařů (ČSV) je spolek sdružující 98 procent ze všech včelařů v České republice. Od založení Českého včelařského spolku v roce 1872 vzrostl počet členů na 51 000, což ze svazu dělá spolek s jednou z největších členských základen v ČR. Dnes tvoří ČSV 1099 základních organizací, 77 okresních výborů a přibližně 602 000 včelstev.

## Obecné informace
Úkolem sdružení je výchova včelařské mládeže a zvyšování odbornosti svých dospělých členů, i proto pod jeho hlavičkou působí 136 včelařských kroužků. Spolupracuje též s orgány státní správy, aby zajistila podporu a výzkum včelařství jako oboru nezbytného pro udržení dobrého zdravotního stavu včelstev.

## Historie

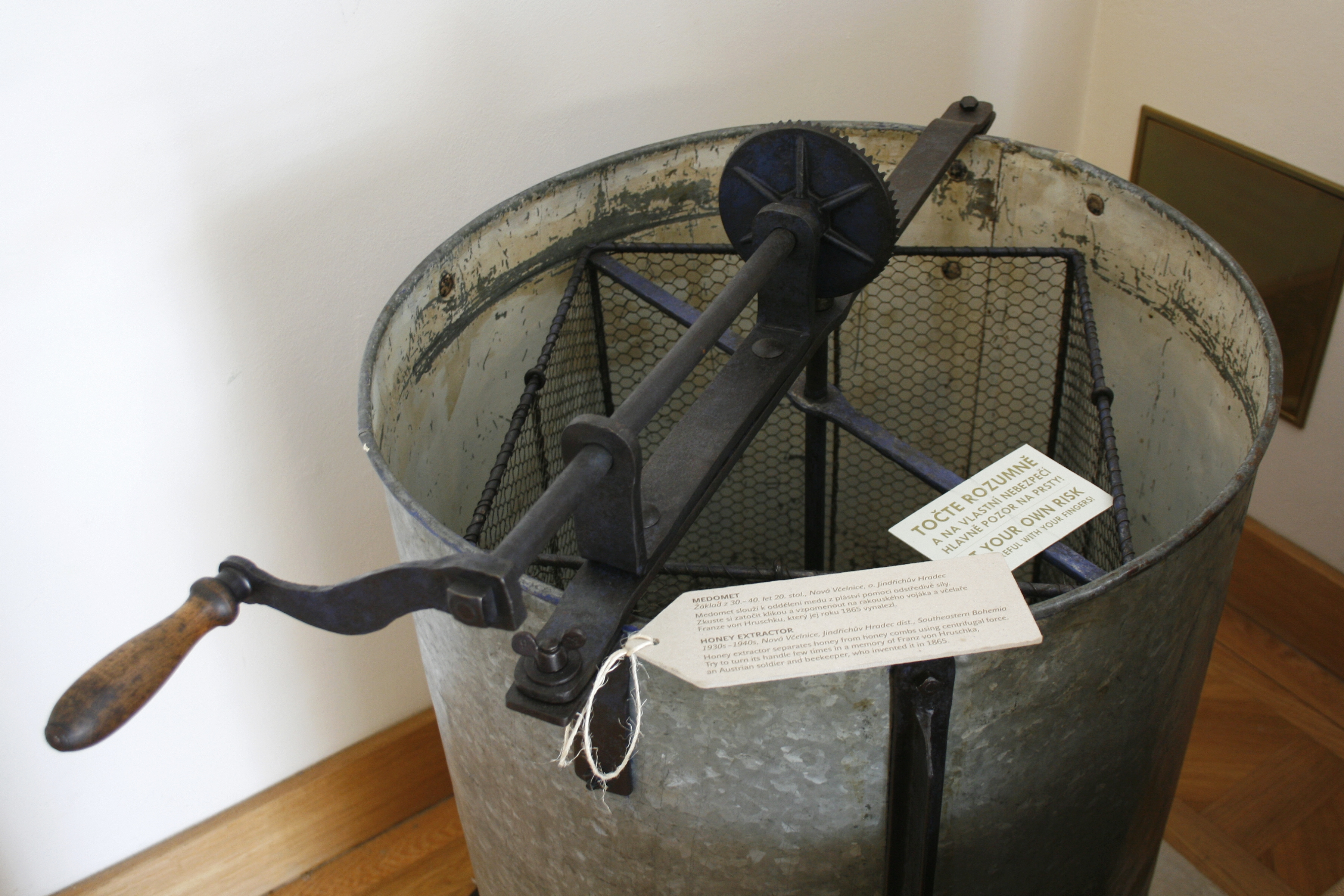
Medomet ze 30. let 20. století

V českých zemích bylo včelařství jako hospodářská činnost provozováno od 12. století, před tím byl med vybírán brtníky včelám volně žijícím v kmenech stromů. V 17. století byla do Čech z Uher dovezena první košnice, v roce 1785 bylo v Čechách spočteno celkem takřka 40 000 včelstev. Do místních organizací se ovšem včelaři sdružovali až v polovině 19. století – poprvé roku 1864 v Chrudimi. O rok později byl zkonstruován první medomet Františkem Hruškou. Samotná zemská organizace vznikla nejprve roku 1872 v Čechách a až o 20 let později na Moravě. Tehdy se svaz jmenoval Zemské ústředí včelařských spolků.
V ČR dnes[kdy?] stoupá počet včelařů, také proto, že ČSV přitahuje k včelařství mládež.[zdroj⁠?!] Přes úhyny stoupají také počty včelstev.[zdroj⁠?!]

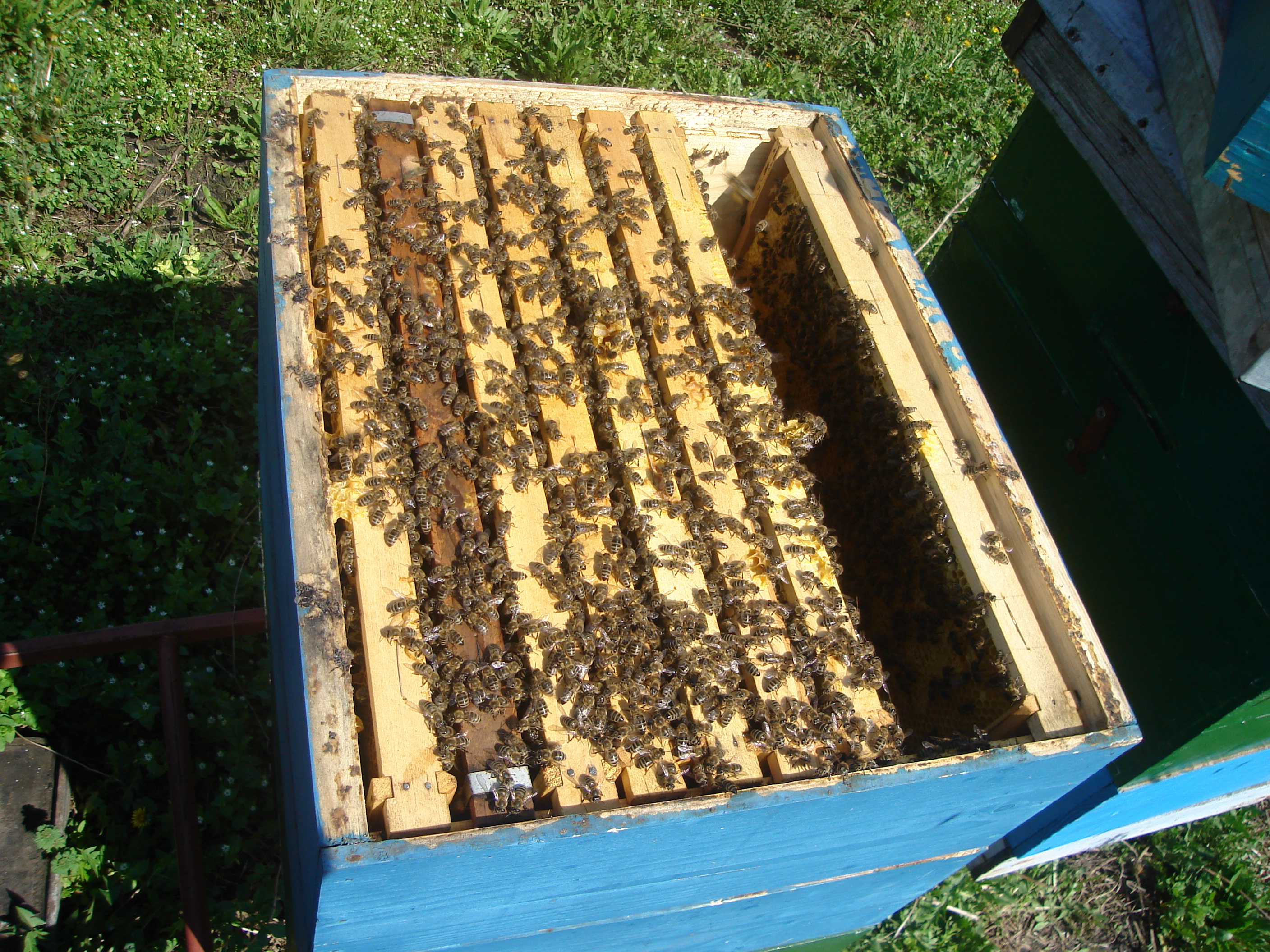
Dřevěný nástavkový úl

## Projekty Českého svazu včelařů
- Střední odborné učiliště včelařské a Včelařské vzdělávací centrum Nasavrky – místo pro vzdělávání mladých i dospělých včelařů, součástí areálu i včelařské arboretum
- Včelpo, spol. s.r.o., Obora – společnost se zabývá zpracováním včelařských produktů, držitel několika ocenění Klasa.Klasa odebrana pro zpracovani zahranicnich medu,deklarovanych jako ceske.Spolecnost tesne pred likvidaci.
- Včelařská stezka Kunovice-Ostrožská Nová Ves-Uherský Ostroh-Ostrožská Lhota – infopanely informující o životě včel podél slovácké cyklotrasy
- Časopis Včelařství – měsíčník určený pro členy ČSV, vychází v nákladu 54 000 výtisků
- Odborné včelařské překlady
- Rekonstrukce včelařské stanice v Rosicích u Brna
- Včelařský měsíční kalendář pro členy ČSV
- Webové stránky svazu www.vcelarstvi.cz

## Mezinárodní působnost
Svaz je ve světě uznáván zejména snahou o jednotný postup při prevenci proti včelím chorobám. Je členem organizací Apimondia (světová federace včelařských organizací) s ústředím v Římě (kongres pořádán v Praze roku 1963) a Apislavia (federace evropských včelařských organizací z východoevropských a podunajských zemí) se sídlem v Bratislavě (kongres v Praze v letech 1927 a 2002).
V Dole (část obce Máslovice) u Libčice nad Vltavou sídlí Výzkumný ústav včelařský, jenž se angažuje od svého založení v roce 1919 na mezinárodní úrovni.